# Citroën 2CV
Citroën 2CV – samochód osobowy produkowany przez francuską firmę Citroën w latach 1949–1990. Przez 41 lat produkcji powstało 3 868 634 takich aut. Było to auto klasy popularnej, maksymalnie uproszczone, by obniżyć jego cenę, tanie w produkcji i utrzymaniu. Kierowca i pasażerowie nie mogli liczyć na niemal żadne wyposażenie umilające podróż. Mimo tego – 2CV stał się jednym z najbardziej kultowych samochodów na świecie.

## Historia projektu
Generalny dyrektor firmy, Pierre Boulanger, w 1936 r. postawił przed konstruktorami zadanie zbudowania popularnego samochodu. Rzucił hasło – „quatre roues sous un parapluie” (cztery koła pod parasolem). Sprecyzował zadanie: samochód miał mieć miejsce dla 4 osób i dla 50 kg bagażu, miał być ekonomiczny i zapewniać komfort jazdy, prędkość 50 km/h. Chciał, aby samochód był prosty konstrukcyjnie, ale oryginalny, mały a jednocześnie przestronny – „chcę aby w aucie mogły wygodnie pomieścić się cztery osoby wraz z koszykiem zawierającym 60 jaj i by podczas jazdy z prędkością 50 km/h nie zrobiła się jajecznica”.
Prace konstrukcyjne zostały zakończone w 1938 r., a do maja 1939 r. zbudowano 250 prototypowych samochodów. Do prezentacji jednak nie doszło – przeszkodził wybuch II wojny światowej. Przed wkroczeniem Niemców do Paryża (14 czerwca 1940 r.) zniszczono prototypowe egzemplarze samochodów, aby nie wpadły w ręce Niemców. Pozostał tylko jeden i dokumentacja konstrukcyjna. Niemcy go nie znaleźli.
Przez cały okres okupacji konstruktorzy prowadzili prace nad udoskonaleniem prototypowego pojazdu. Wiedzieli, że po wojnie będzie zapotrzebowanie na tani, popularny samochód. Prototypowy samochód z 1939 r. miał już koncepcję konstrukcyjną późniejszego seryjnego 2CV. Dotyczy to zwłaszcza nadwozia. Wóz miał taką samą linię nadwozia, ten sam kształt okien i również składany płócienny dach.
Podobnie był skonstruowany silnik: 2 cylindry ustawione przeciwsobnie (boxer), ale nie był chłodzony powietrzem, jak powojenne 2 CV, lecz wodą – chłodnica była ustawiona za silnikiem. Silnik prototypowej 2CV miał pojemność skokową 375 cm³. Średnica cylindra i skok tłoka miały jednakowy wymiar 62 mm, moc silnika 8 KM. Skrzynia przekładniowa miała trzy biegi do jazdy w przód i jeden bieg wsteczny, nie było synchronizacji biegów, a sterowanie skrzynia odbywało się podobnie jak we współczesnych modelach 2CV, za pomocą dźwigni umieszczonej w przegrodzie czołowej (w desce rozdzielczej).
Nie było rozrusznika, w zamian zamontowano na stałe korbę rozruchową. Nadwozie zbudowano z płaskich blach ze stopu lekkiego. Maska silnika prototypowego wozu miała rowki usztywniające. Dach wykonany był z płótna.

## Historia powojenna

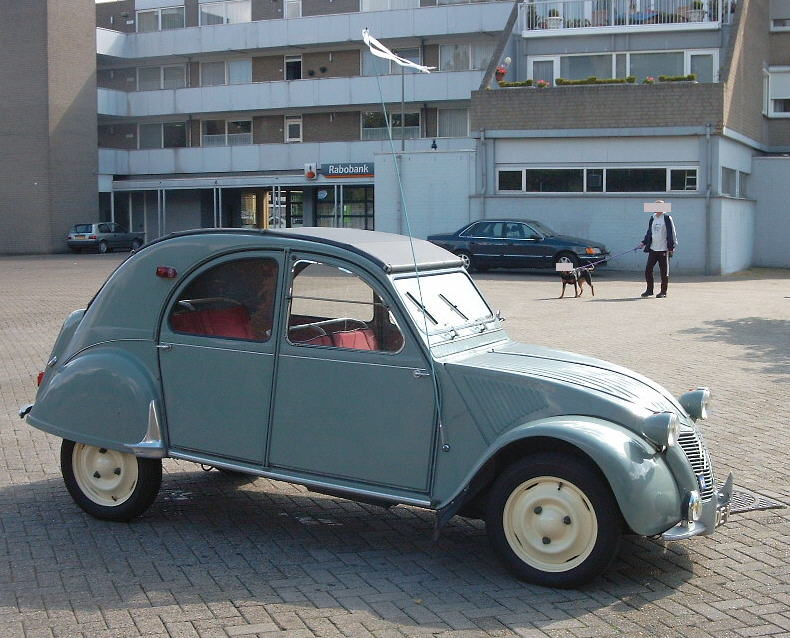
Citroën 2CV z początku produkcji

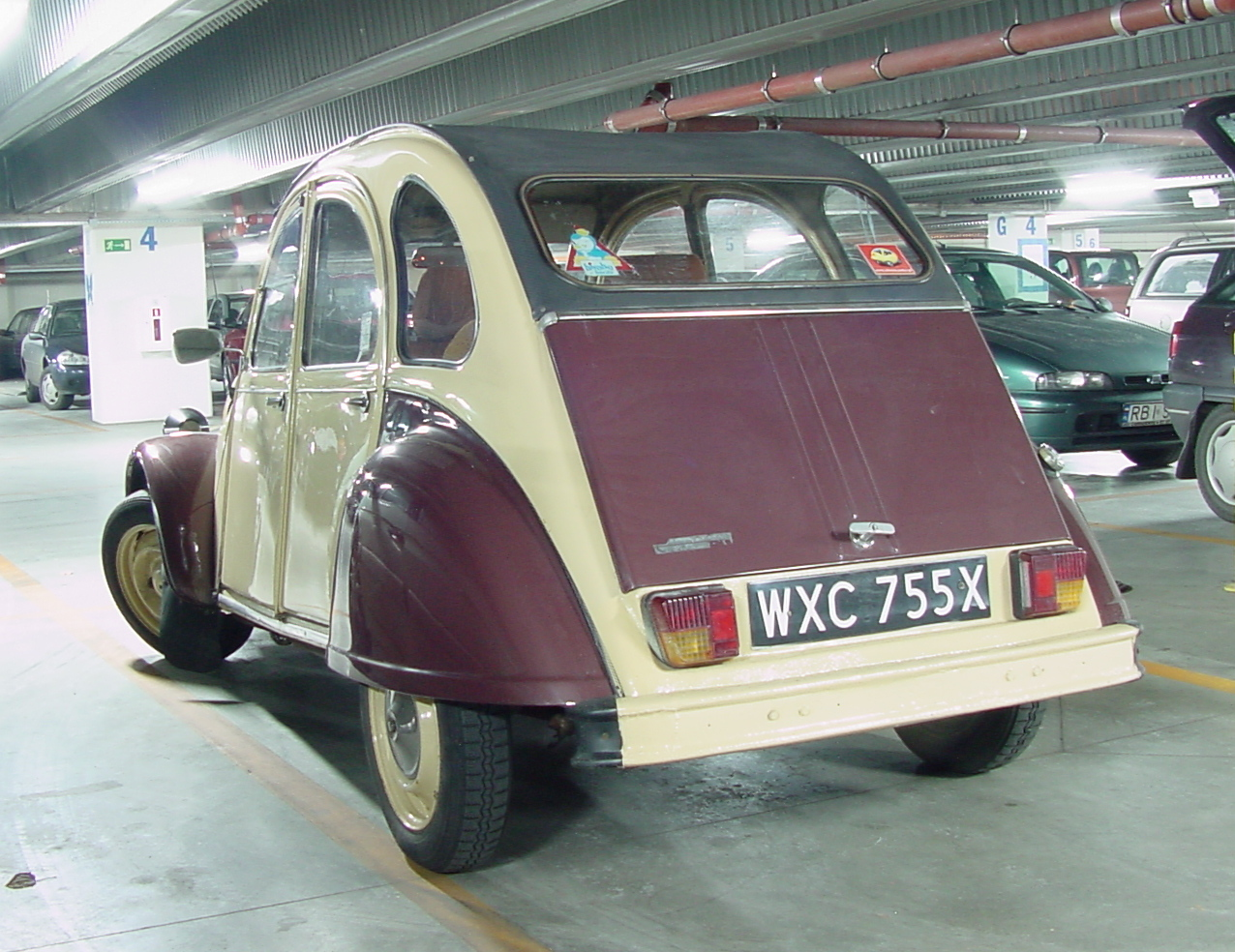
Citroën 2CV, tył

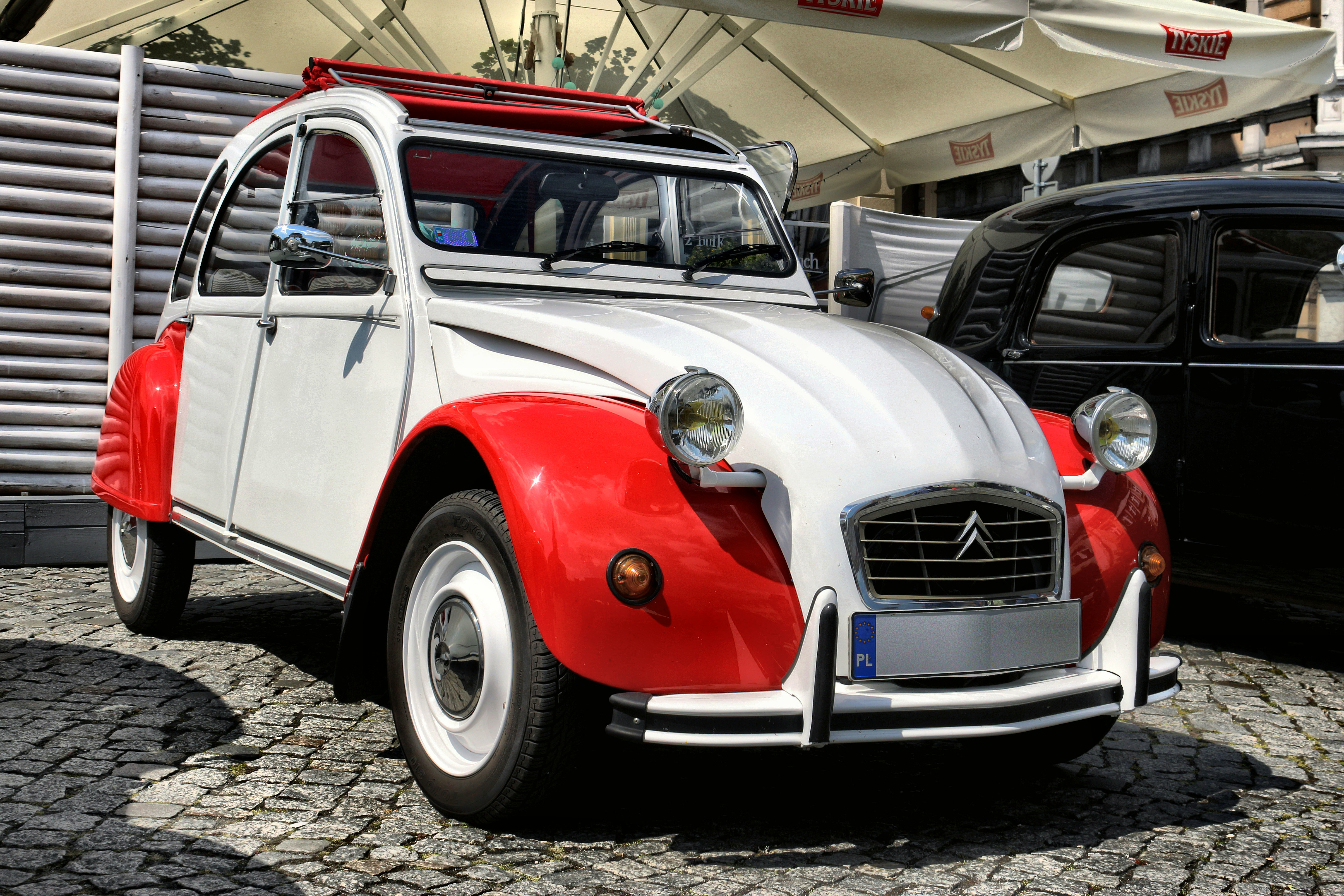
Citroën 2CV- Dolly

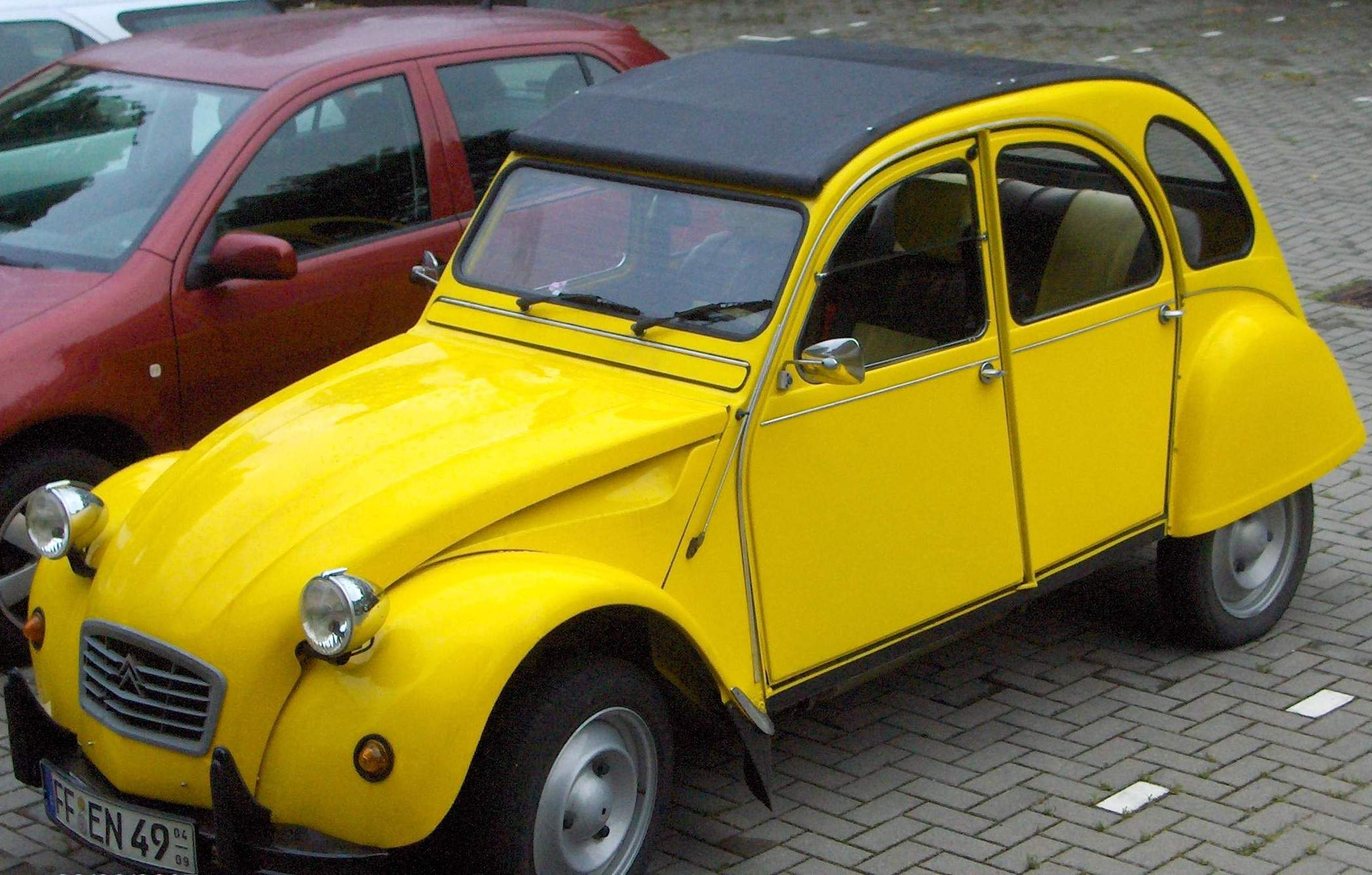
Citroën 2CV

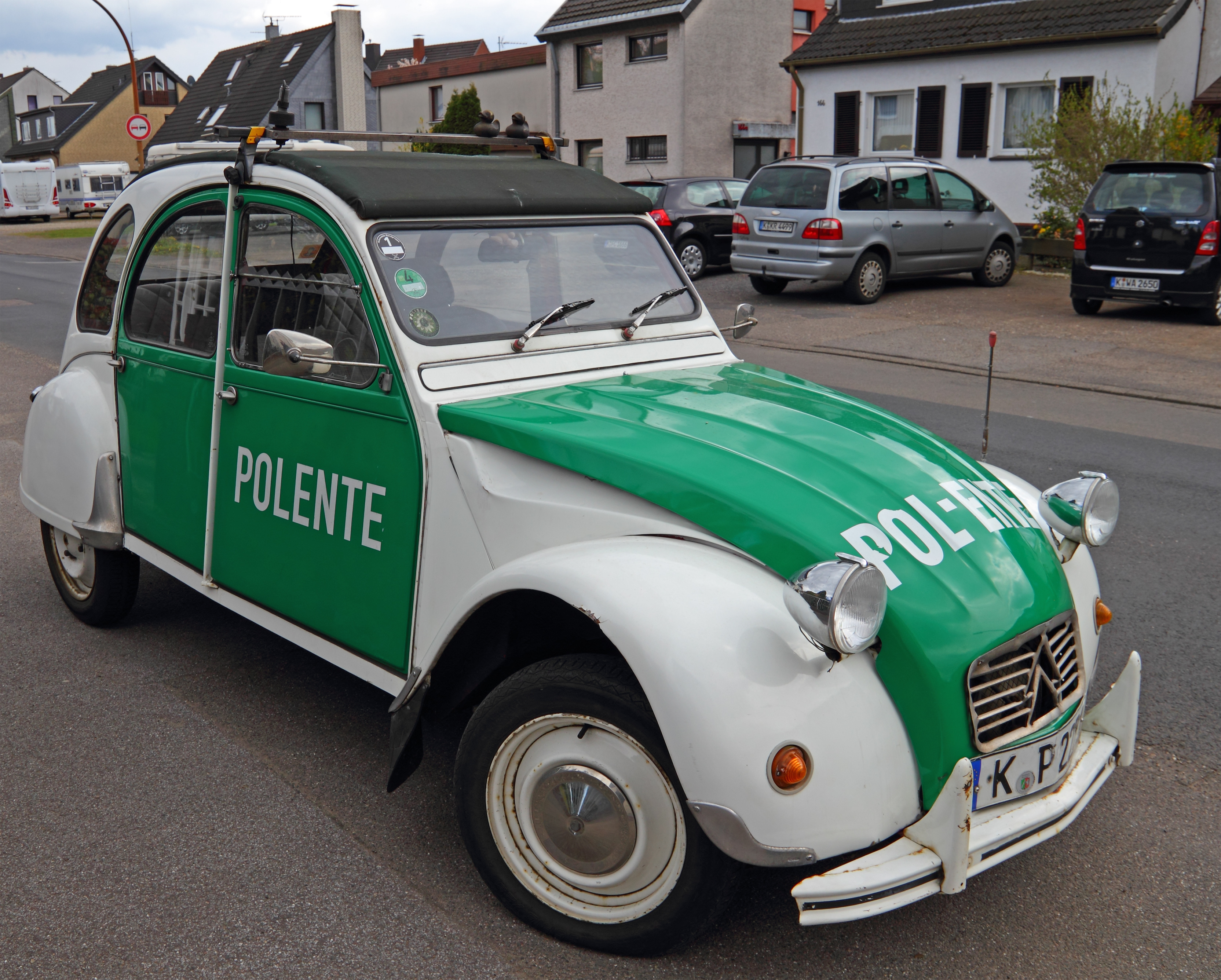
Citroën 2CV

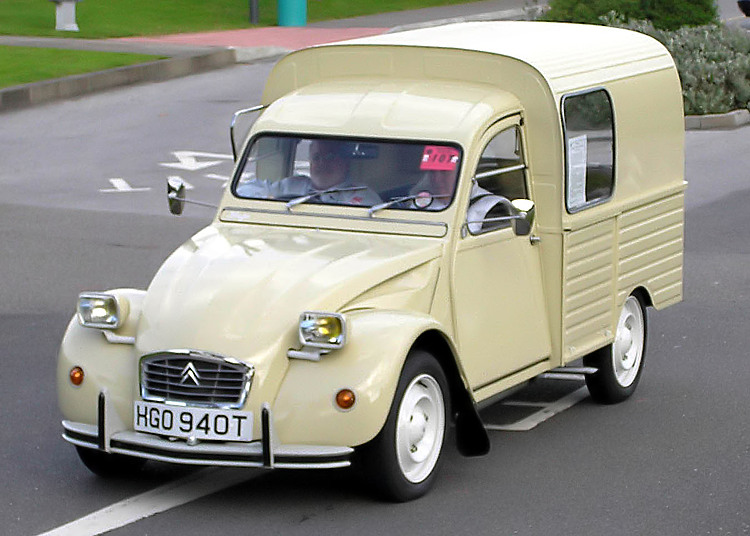
Dostawczy Citroën AK400 z 1978 r. na bazie 2CV

Auto o nazwie Citroën 2CV zaprezentowano na Salonie paryskim 6 października 1948 r. i od tego momentu zyskał on miano najbrzydszego samochodu świata. Nazywano go również „brzydkim kaczątkiem”. Wersja powojenna różniła się dość mocno od przedwojennego prototypu – miała dwa reflektory, dwie wycieraczki przedniej szyby, rozrusznik elektryczny, kierunkowskazy oraz inną maskę silnika.
Silnik o tej samej pojemności miał moc o 1 KM wyższą i był chłodzony powietrzem. Zamiast tradycyjnego rozdzielacza zapłonu zastosowano zwykły przerywacz prądu. Skrzynia przekładniowa z 4 biegami do jazdy w przód, z synchronizacją. Wprowadzono hydrauliczny układ hamulcowy na dwie osie.
Pojazd otrzymał rewelacyjne do dzisiaj sprzężone zawieszenie. Koła samochodu zawieszone są na pojedynczych wahaczach wzdłużnych. Elementem sprzęgającym koło przednie i tylne po każdej stronie pojazdu jest zespół poziomych sprężyn w obudowie cylindrycznej. W wielkim skrócie i uproszczeniu działanie zawieszenia 2CV polega na tym, że w razie najechania na przeszkodę, np. koła przedniego, które zostaje uniesione na wysokość przeszkody – wyboju, ściskane sprężyny zawieszenia powodują, że koło tylne usztywnia się, podnosząc nadwozie na taką wysokość, na jaką podniosło go koło przednie, pokonując przeszkodę. Rozwiązanie takie zapobiega nadmiernym wychyleniom względem poprzecznej osi pojazdu. Aby zapobiec drgającym pionowym ruchom kół, zastosowano przy każdym kole amortyzatory bezwładnościowe.
Wyposażenie wnętrza: początkowo był tylko amperomierz i kilka przełączników. Wewnętrzne ściany nadwozia zupełnie pozbawione były obić tapicerskich. Fotele, a raczej ławki z oparciami, ukształtowano z rurek stalowych, na których rozpięto materiał podtrzymywany paskami gumowymi z zaczepami. Regulacja przedniej ławki istnieje tylko wzdłuż pojazdu. Na wymagającym rynku amerykańskim oceniano mimo to, że samochód zapewnia komfort dla czterech dorosłych, a zawieszenie jest miękkie jak „puchowy materac”. Samochód mimo swojej brzydoty zdobył uznanie, chętnie był kupowany nawet przez wymagających klientów. Praktyczny był również na terenach wiejskich, a po wyjęciu tylnej kanapy można było transportować wewnątrz ładunki lub nawet zwierzęta, posiłkując się odkrywanym dachem.
Citroëny 2CV nie miały dobrej dynamiki, rozpędzały się wolno, miały niską, w porównaniu z innymi wozami osobowymi, prędkość maksymalną. Silnik miał małą moc, ale niska moc jednostkowa z litra pojemności skokowej pozwalała na osiąganie dużych przebiegów bez naprawy. Po prostu silnik nie był wysilony konstrukcyjnie, nie był także „łakomy” na paliwo. Wóz wolno podjeżdżał pod górę, ale po krętych górskich drogach 2CV jeździ pewnie, a to ze względu na bardzo dobrą stateczność i pewność przy zjazdach w dół – auto ma skutecznie działające hamulce. Silnik jest trwałą i niezawodną jednostką, nie wymaga też częstej obsługi. Dostęp do silnika jest idealny, po uniesieniu maski do góry, a jeśli potrzebna jest naprawa, to szybko można odkręcić kilka śrub i zdjąć błotniki przednie. Również tylne błotniki są przykręcane śrubami, ułatwia to ich wymianę w razie uszkodzenia.
W pierwszym roku seryjnej produkcji (1949 r.) wykonano zaledwie 876 sztuk 2CV, a w 1954 r. wykonano już 52 791 tych pojazdów. W 1954 r. zwiększono pojemność skokową silnika z 374 do 425 cm³, wzrosła też moc z 9 do 12 KM. W tym samym roku zmieniono też tylną część nadwozia – zamiast płóciennej ściany tylnej wprowadzono blaszaną klapę bagażnika, a trzy lata później modernizacji doczekała się też przednia część nadwozia – inne przetłoczenie otrzymała maska silnika. Ponownie zwiększono moc silnika do 18 KM w 1963 r. i unowocześniono tablicę wskaźników. W 1965 r. wprowadzono boczne okna za tylnymi drzwiami, a przy półosiach napędowych przeguby równobieżne zamiast przegubów krzyżakowych Cardana. W 1967 r. wprowadzono drugą wersję – obok silnika 425, silnik o pojemności 602 cm³.
Poziom produkcji modelu podstawowego i odmian stopniowo rósł. Szczyt osiągnął w latach 70. Przykładowo w 1974 r. powstało łącznie 368 232 sztuk (2CV – 163 143 szt., Dyane – 126 854 szt., furgonetki Citroën AK – 64 325 szt., Méhari – 13 910 szt.). Oprócz fabryki we Francji model 2CV montowano, a następnie produkowano w Mangualde w Portugalii (w latach 1961-1990) w liczbie do 50 tys. sztuk rocznie. W końcowym okresie powstawał tylko w tym zakładzie.
Samochód był też między innymi eksportowany do USA, gdzie jego cena w wynosiła około 1300 dolarów (1957 r.), będąc jedną z najniższych na rynku. W 1957 r. był oceniony jako najbardziej ekonomiczny testowany samochód; oprócz wskazywania „unikalnej brzydoty” i niskiej prędkości maksymalnej (72 km/h), doceniano też rozwiązania techniczne, wygodne siedzenia i napęd przedni, odpowiedni zwłaszcza w zimie. W 1959 r. w amerykańskiej prasie go recenzowano: „jeśli chcielibyście zrobić brzydszy samochód – nie moglibyście. Ani bardziej ukochanego samochodu przez właścicieli. Pojedzie wszędzie, w każdych warunkach”.

## Wersje
Oprócz modelu podstawowego 2CV, pojawiły się także jego liczne odmiany. Między innymi:
- 1958 r. – Sahara – wyposażona w 2 silniki, 2 × 425 cm³ (drugi był zamontowany w bagażniku – napędzał on koła tylne) – osiągał prędkość 100 km/h i nie miał bagażnika,
- 1967 r. – Citroën Dyane – ze zmienioną stylistyką karoserii. Model ten nie sprzedawał się tak dobrze jak zakładano Firma postanowiła pozostać przy produkcji klasycznego 2CV,
- 1968 r. – odmiana z otwartym nadwoziem plastikowym – Méhari. Był produkowany między innymi dla żandarmerii, ale służący także do jazdy na plażę w niedzielne popołudnie.
- 1973 r. – uproszczony, otwarty model FAF na bazie 2CV z przeznaczeniem na rynki afrykańskie.
- 1978 r. – furgonetka Citroën Acadiane.

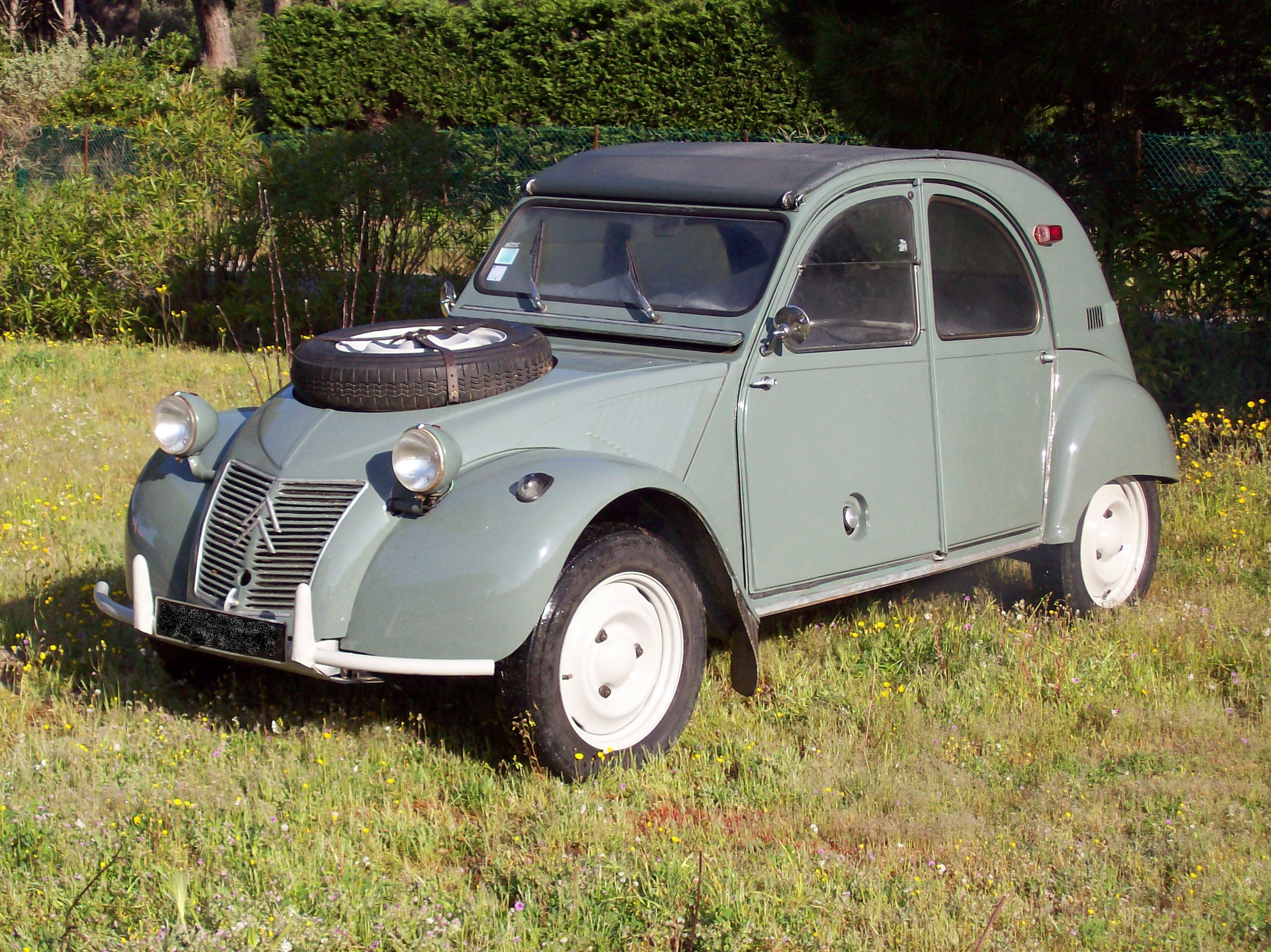
Citroën 2CV Sahara